# Aalporzellan
Mit Aalporzellan, auch Aalhautporzellan, wird feines gelbes, bräunlichgelbes oder bläuliches Porzellan bezeichnet, welches in China von ca. 1650 bis 1725 fabriziert wurde. Es weist gelbliche Glasurflecken auf. 
Analoge Bezeichnungen zur Beschreibung von Porzellanglasuren sind zum Beispiel die „Hasenfellglasur“ (China ca. 1130–1280) oder die „Schlangenhautglasur“ (Deutschland der 1950er Jahre). 
Siehe auch: Porzellanmarke, Chinesisches Porzellan, Chinesisches Auftragsporzellan, Porzellangeld